# Nabornica
Nabornica je kos oblačila, ki so ga nosili v zahodni, srednji in severni Evropi od sredine 16. stoletja do sredine 17. stoletja. Okrogla in ravna različica se pogosto imenuje ovratnik  mlinski kamen, ker je podoben mlinskim kamnom za mletje žita.

## Zgodovina
Nabornica, ki so jo nosili moški, ženske in otroci, se je razvila iz majhne nabrane tkanine na vratu srajce ali majice. Nabornice so služile kot spremenljivi kosi blaga, ki jih je bilo mogoče oprati ločeno, hkrati pa so preprečili, da bi se uporabnikov jopič ali obleka umazala na vratu. Togost oblačila je silila v pokončno držo in zaradi njihove nepraktičnosti so postale simbol bogastva in statusa.
Nabornice so bile v glavnem narejene iz lanene tkanine (batist), utrjene s škrobom, uvoženim iz Nizozemskih dežel. Kasneje so bile nabornice lahko v celoti narejene iz čipk. Vendar je bila čipka draga, saj je bila to nova tkanina, razvita v začetku 16. stoletja.
Velikost nabornic se je s stoletjem povečevala. »Deset jardov je dovolj za nabornico za vrat in rok« za novoletno darilo, ki so ga njene dame naredile za kraljico Elizabeto I. leta 1565. Odkritje škroba je omogočilo, da so nabornice postale širše, ne da bi izgubile svojo obliko. Kasneje so bile ločena oblačila, ki jih je bilo mogoče oprati, škrobiti in jih z ogrevanimi stožčastimi likalniki zlikati v dodelane gube.
Med škrobljenjem so bile nabornice pogosto obarvane; rastlinska barvila so nabornici dala rumeno, rožnato ali lilasto barvo. Bledo modro barvo je bilo mogoče dobiti tudi z uporabo smalte, čeprav je Elizabeta I. nasprotovala tej barvi in izdala kraljevi prerogativ: »V veselje njenega veličanstva je, da noben podložnik njenega veličanstva ne sme uporabljati modrega škroba, saj je bila modra barva škotske zastave ...«
Nastavitev in vzdrževanje strukturirane in obsežne oblike nabornice je bilo lahko izredno težko zaradi sprememb telesne toplote ali vremena. Zaradi tega so jih lahko nosili samo enkrat, preden so izgubili obliko. V svojem najbolj skrajnem primeru so bile nabornice široke en čevelj ali več; ti ovratniki so zahtevali žični okvir, ki jih je držal pod modnim kotom. Nabornice bi lahko otežile prehranjevanje med obroki.
Na začetku 17. stoletja so v zahodni Evropi nabornice izginile iz mode v prid ovratnikom in pasovom. Moda se je dlje zadržala na Nizozemskem, kjer je na portretih videti nabornice še v 17. stoletju in dlje proti vzhodu. Ostala je tudi kot del svečane obleke mestnih svetnikov (senatoren) v severnonemških hanzeatskih mestih in luteranske duhovščine v teh mestih ter na Danskem, Norveškem, Ferskih otokih, Islandiji in Grenlandiji.
Nabornica je bil prepovedana v Španiji pod Filipom IV. (pod vodstvom  Gasparja de Guzmána, grofa Olivaresa).

### Danes
Nabornice ostajajo del formalne obleke škofov in ministrov v danski cerkvi (vključno z Grenlandijo) in cerkvi Ferskih otokov in jih na splošno nosijo pri maši. Norveška cerkev je leta 1980 odstranila nabornico iz svoje duhovniške uniforme, čeprav so jih nekateri konzervativni ministri, kot je Børre Knudsen, še naprej nosili. Nabornice so neobvezne za fante v anglikanskih cerkvenih zborih. Sodniki ustavnega sodišča Italije nosijo ogrinjalo z osnovno nabornico okoli vratu.
Underground umetnik Klaus Nomi je uporabil nabornico kot del svoje koncertne obleke proti koncu svojega življenja, tako kot dopolnitev glasbe iz obdobja renesanse, na katero se je osredotočil v pozni karieri, kot tudi za skrivanje Kaposijevega sarkoma na vratu.
V 20. stoletju je nabornica navdihnila  elizabetinski ovratnik, ki se je uporabljal za preprečevanje, da bi živali dosegle in poslabšale poškodbo.

## Galerija
- Dame iz 16. stoletja z nabornicami
- Filip III Španski c. 1615. Podrobnost s portreta Velázqueza
- Robert Orpwood (umrl 1609, naslikal okoli 1615)
- Žena graščaka iz Lübecka, 1642
- Zelo pretirana nizozemska nabornica, 1644
- Brazilski cesar Pedro II., C. 1872
- Nabornica, kot jo je nosil danski škof Erik Normann Svendsen, c. 1999
- Angleški zborovski dečki z nabornicami leta 2008 pri All Saints', Northampton
- Sir Francis Drake
- Sir Francis Walsingham
- William Cecil, 1. baron Burghleyski
- Robert Dudley, 1. grof Leicesterski
- George Talbot, 6. grof Shrewsburyski
- Jorge Manuel Theotocópuli